# نوح الترمن
نوح الترمن (انگلیسی: Noah Aelterman؛ زادهٔ ۷ آوریل ۲۰۰۱) بازیکن فوتبال اهل بلژیک است که در پست مهاجم برای باشگاه نوک در دسته یک فوتبال ملی بلژیک بازی می‌کند.
وی در تیم‌های ملی فوتبال زیر ۱۵ سال بلژیک، زیر ۱۷ سال بلژیک و زیر ۱۹ سال بلژیک بازی کرده است.